# Livia Marín
Livia Marín Firmani (1973) es una artista visual y catedrática chilena adscrita al arte contemporáneo y a la generación de cambio de siglo, que ha incursionado también dentro del minimalismo.
Estudió licenciatura en bellas artes en la Universidad ARCIS, que complementó posteriormente en la Universidad de Chile y en la University of London. Su obra muestra «acercamientos diferentes hacia objetos cotidianos industrializados que son el material fundamental o modelo para sus obras. Estos son seleccionados bajo un criterio que contempla que el objeto debe ser pequeño, de bajo costo, de uso masificado pero a la vez pasa por desapercibido dentro del contexto general de su uso».
El año 2005 recibió el Premio Altazor de las Artes Nacionales en la categoría Instalación y Videoarte por Obra en Exposición Transformaciones de lo mismo, mientras que un año después recibió una nueva nominación a dicho galardón en la misma categoría por The Sense of Repetition - El sentido de la repetición.
Ha participado en varias exposiciones individuales y colectivas durante su carrera, entre ellas la IV Bienal del Mercosur en Porto Alegre (2003), las muestras Arte/Naturaleza del Keby Quarn Art Space en Upsala (2002), Piel Artificial del Centro Cultural Matucana 100 (2003), Zona de Riesgo y  Frutos del país en el Museo de Arte Contemporáneo de Santiago (1999 y 2002 respectivamente), Bienal Subversiones/ Imposturas del Museo Nacional de Bellas Artes de Chile (2004) y Poetics of the Hand Made del The Museum of Contemporary Art en Los Ángeles (2007), entre otras muestras en Chile, Estados Unidos, Reino Unido y América Latina.